# Дельфін Перетто
Дельфін Перетто (фр. Delphyne Peretto, 9 лютого 1982) — французька біатлоністка, бронзова призерка Олімпійських ігор 2006 року в Турині, дворазова призерка чемпіонатів світу, триразова переможниця етапів кубка світу. Всі свої нагороди здобула у складі естафетної команди.

## Кар'єра в Кубку світу

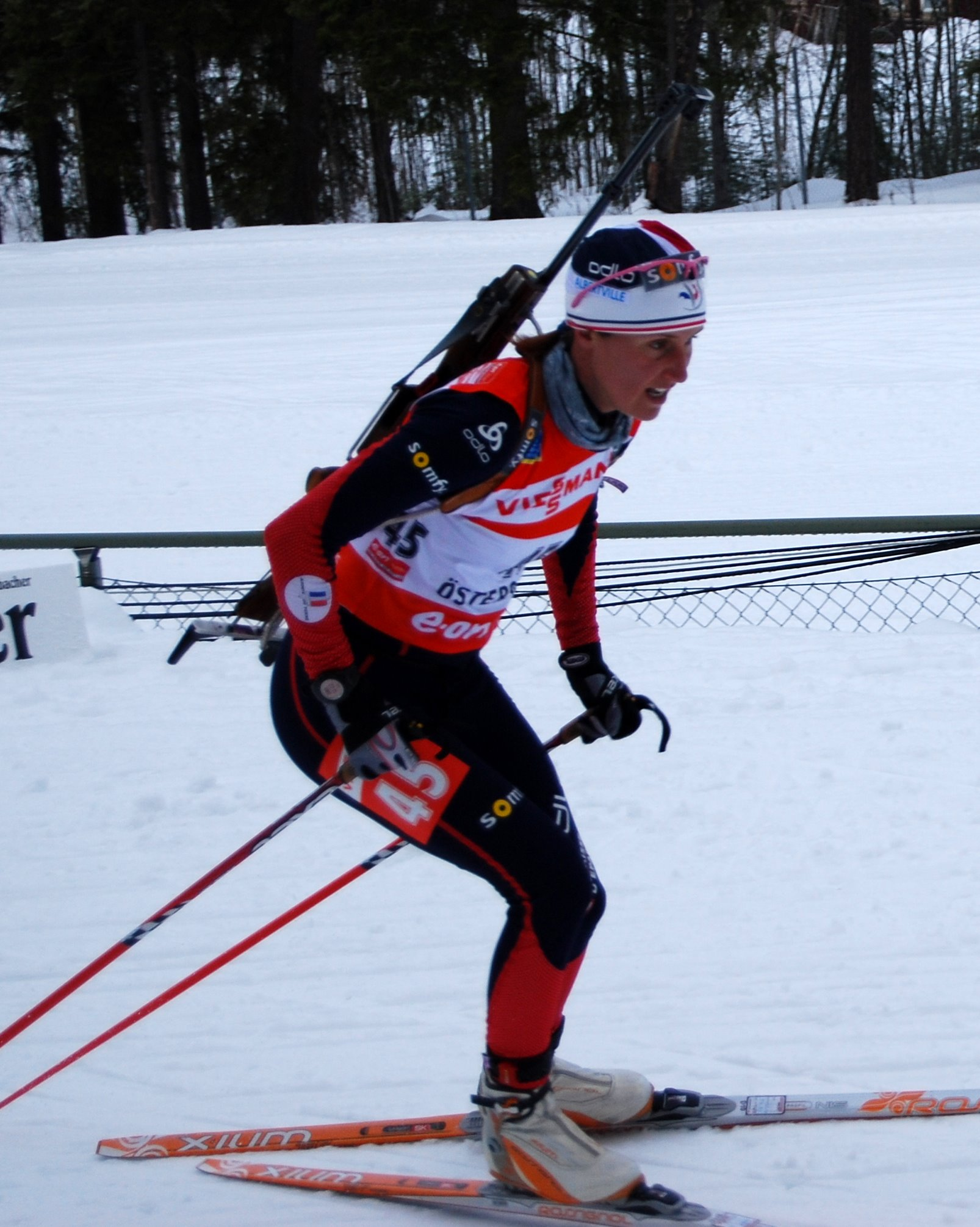
Дельфін на своєму останньому чемпіонаті світу в Естерсунді 2008 року.

Першим роком Дельфін у біатлоні був 1998 рік, починаючи з 1999 року вона вже виступала за збірну Франції.
- Дебют в кубку світу — 2 грудня 2004 року в спринті в Бейтостолені — 43 місце.
- Перше попадання в залікову зону — 12 лютого 2005 року в спринті в Турині — 13 місце.
- Перший розширений подіум — 13 грудня 2007 року в індивідуальній гонці в Поклюці — 8 місце.

Попри те, що за свою кар'єру Дельфін була багаторазовою призеркою змагань різних рівнів, їй так і не вдалося здобути особисту медаль. Найвищим її результатом стало 8 місце в індивідуальній гонці не етапі кубка світу в Поклюці. Після завершення сезону 2007—2008 року Дельфін вирішила завершити свою біатлонну кар'єру.

## Загальний залік в Кубку світу
- 2004—2005 — 34-е місце (155 очок)
- 2005—2006 — 48-е місце (50 очок)
- 2006—2007 — 36-е місце (120 очок)
- 2007—2008 — 38-е місце (113 очок)

## Статистика стрільби
| № п/п | Сезон     | Загальна        | Індивідуальна гонка | Спринт       | Гонка переслідування | Мас-старт     | Естафета      |
| ----- | --------- | --------------- | ------------------- | ------------ | -------------------- | ------------- | ------------- |
| 1     | 2005-2006 | 84,2% (239/284) | 80% (48/60)         | 85% (68/80)  | 85% (68/80)          | 75% (15/20)   | 90,9% (40/44) |
| 2     | 2006-2007 | 81,6% (328/402) | 86,3% (69/80)       | 83% (83/100) | 80% (112/140)        | 75% (15/20)   | 79% (49/62)   |
| 3     | 2007-2008 | 85,4% (344/403) | 86,7% (52/60)       | 79% (79/100) | 88,8% (142/160)      | 77,5% (31/40) | 93% (40/43)   |